# Sittwe
Sittwe (birm.: စစ်တွေမြို့; /sɪʔtwè mjo̰/; dawniej: Akyab, Akjab) – miasto w zachodniej Mjanmie, przy ujściu rzeki Kaladan do Zatoki Bengalskiej, stolica stanu Arakan (Rakhine). Sittwe zajmuje wyspę w obrębie estuarium powstałego przy wspólnym ujściu rzek Kaladan, Myu i Lemyo do Zatoki Bengalskiej. Około 181 tys. mieszkańców.

## Toponimia
Nazwa Sittwe jest birmańską odmianą arakańskiego Saite-Twêy (dosłownie: „miejsce, gdzie spotyka się wojnę”). Gdy w roku 1784 birmański król Bodawpaya zaatakował królestwo Myauk U arakańscy obrońcy spotkali się z jego armią u ujścia rzeki Kaladan. W trakcie bitwy, toczonej zarówno na lądzie, jak i na wodzie, siły Mrauk U poniosły klęskę. Miejsce tego wydarzenia zostało nazwane przez mieszkańców Arakanu Saite-Twêy. Birmańczycy przyswoili następnie tę nazwę jako Sittwe.
Na początku roku 1825, podczas pierwszej wojny angielsko-birmańskiej, siły brytyjskie wylądowały w Sittwe i rozłożyły kwaterę na terenie starodawnej pagody Ahkyaib-daw, która do dziś jest czołową świątynią miasta. Następnie Brytyjczycy zaadaptowali nazwę Akyab na określenie miejsca.

## Historia
Będąc początkowo małą rybacką wioską, Sittwe wyrosło na ważny ośrodek handlu morskiego, zwłaszcza jako port dla eksportu ryżu podczas brytyjskiej okupacji Arakanu (znanego obecnie pod nazwą Stanu Rakhine) po zakończeniu pierwszej wojny angielsko-birmańskiej.
Sittwe było miejscem bitwy podczas podboju Arakanu przez birmańskiego króla Bodawpaya. W roku 1784 birmańskie siły ekspedycyjne w sile około 30.000 ludzi natknęły się na liczący 3.000 żołnierzy oddział zarządcy prowincji Urittaung, generała Saite-ké Aung. Pomimo wielokrotnie mniejszej liczebności, siły arakańskie próbowały stawić opór armii birmańskiej zarówno na lądzie jak i na morzu, zostały jednak bezlitośnie zniszczone. Ich klęska otworzyła drogę do znajdującej się w głębi lądu arakańskiej stolicy Mrauk U, która została wkrótce zdobyta, co położyło kres niezależności Arakanu. Według arakańskiej tradycji, wszyscy obrońcy zostali zabici.
W roku 1826, po zakończeniu pierwszej wojny angielsko-birmańskiej, Brytyjczycy przenieśli stolicę Arakanu na wybrzeże, do Sittwe. W ciągu pierwszych 40 lat ich rządów miejscowość rozrosła się ze wsi do miasta zamieszkałego przez 15 536 osób, a około roku 1901 Sittwe stanowiło trzeci co do wielkości port Birmy i miało 31 687 mieszkańców. W okresie kolonialnym miasto miało złą reputację ze względu na szerzące się w jego rejonie malarię i cholerę, chociaż analiza danych historycznych wskazuje na to, że sytuacja epidemiologiczna nie była tam ani gorsza ani lepsza niż w innych miejscowościach rozrzuconych wzdłuż indyjskiego wybrzeża.
Sittwe jest miejscem narodzin charakterystycznego dla Birmy zjawiska politycznego zaangażowania mnichów buddyjskich. Tu właśnie urodził się U Ottama, który jako pierwszy mnich zaprotestował przeciwko brytyjskiemu kolonializmowi. Także podczas rozruchów jakie miały miejsce w roku 2007, to mnisi protestowali w Sittwe jako pierwsi.
W Sittwe zlokalizowana jest Baza Marynarki Wojennej Dhanyawadi, nazwana tak na pamiątkę starodawnego arakańskiego miasta-państwa Dhanyawadi.

## Ludność
Największą grupę etniczną Sittwe są Arakanowie. Poza nimi spotyka się też Birmańczyków oraz potomków imigrantów z okresu panowania brytyjskiego, pochodzących w większości z Bangladeszu. 60% mieszkańców praktykuje buddyzm Therawada. Miasto zamieszkuje też duża populacja muzułmańska, stanowiąca około 40% ludności. Zamieszkujący Sittwe muzułmanie nie należą do znanej skądinąd grupy etnicznej Rohingya, ale są Birmańczykami, arakańskimi Bengalami i Kamanami.

## Atrakcje
- Viewpoint, występujący też pod bardziej popularną nazwą Point, jest być może najbardziej znaną atrakcją Sittwe. Znajduje się na końcu ulicy Strand Road i stanowi punkt widokowy na Zatokę Bengalską u ujścia rzeki Kaladan.
- Stuletni Shwe Zedi Kyaung to słynny klasztor w Sittwe. W nim właśnie żył U Ottama, będący pierwszym politycznie zaangażowanym mnichem Birmy.
- Pyay-Lone-Chan-Thar Pharagri to ośrodek skupiający społeczność buddyjską Sittwe, zlokalizowany w sąsiedztwie Shwe Zedi Kyaung.
- Ahkyaib-daw jest jedną z najświętszych pagód buddyjskich. Istnieje przekonanie, że została ona wybudowana w czasach cesarza Aśoki panującego w latach 269-232 p.n.e. Nazwa pagody Ahkyaib-daw oznacza szczękę, co wynika z wiary, że w jej fundamentach zamurowano fragment kości szczękowej Buddy[2].
- Muzeum Kultury przedstawiające ekspozycje dotyczące kultury i historii Arakanu.

## Klimat
Klimat Sittwe klasyfikowany jest jako tropikalny monsunowy (Am) według klasyfikacji klimatu Köppena. Pora sucha trwa od grudnia do końca kwietnia, a cechująca się wyjątkową wysokością opadów pora deszczowa wypełnia pozostałych siedem miesięcy. Średnia wysokość opadów przekracza 1000 mm w czerwcu, lipcu i sierpniu. Od grudnia do końca lutego temperatury w Sittwe są wyraźnie niższe niż w pozostałych miesiącach roku.

## Szkolnictwo
W mieście znajduje się siedziba Uniwersytetu Sittwe, a także Uniwersytetu Technologicznego i Computer University w Sittwe.

## Gospodarka
W lutym 2007 roku Indie ogłosiły plan rozbudowy portu, która umożliwiłaby dostęp do oceanu dla indyjskich stanów północno-wschodnich, jak na przykład Mizoram, poprzez rzekę Kaladan.

## Inne informacje
Brytyjski pisarz Hector Hugh Munro, znany lepiej pod literackim pseudonimem Saki, urodził się w Sittwe w roku 1870, by w latach późniejszych powrócić do Birmy jako młody oficer policji.

## Galeria obrazów

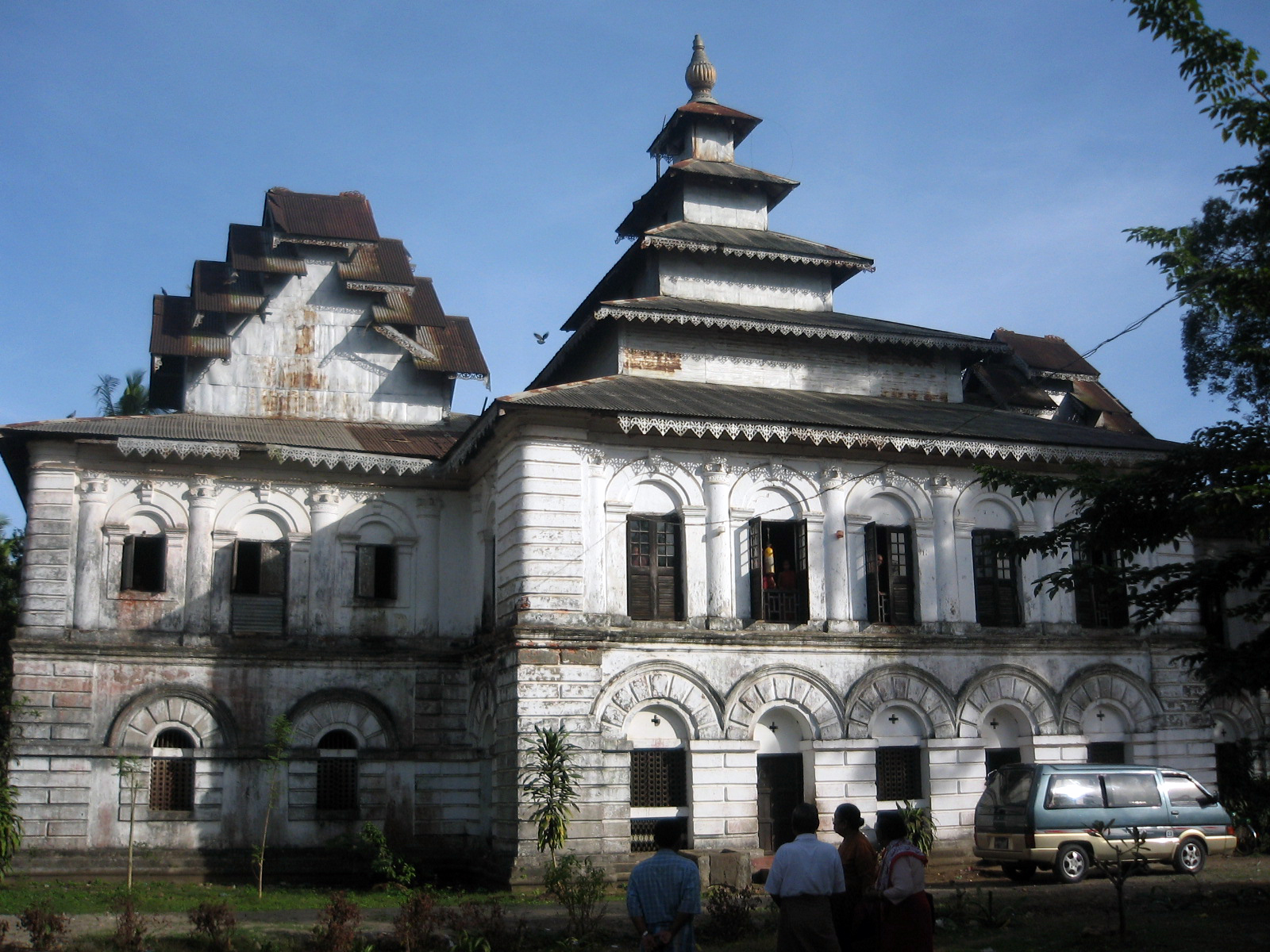
Klasztor Shwe Zedi
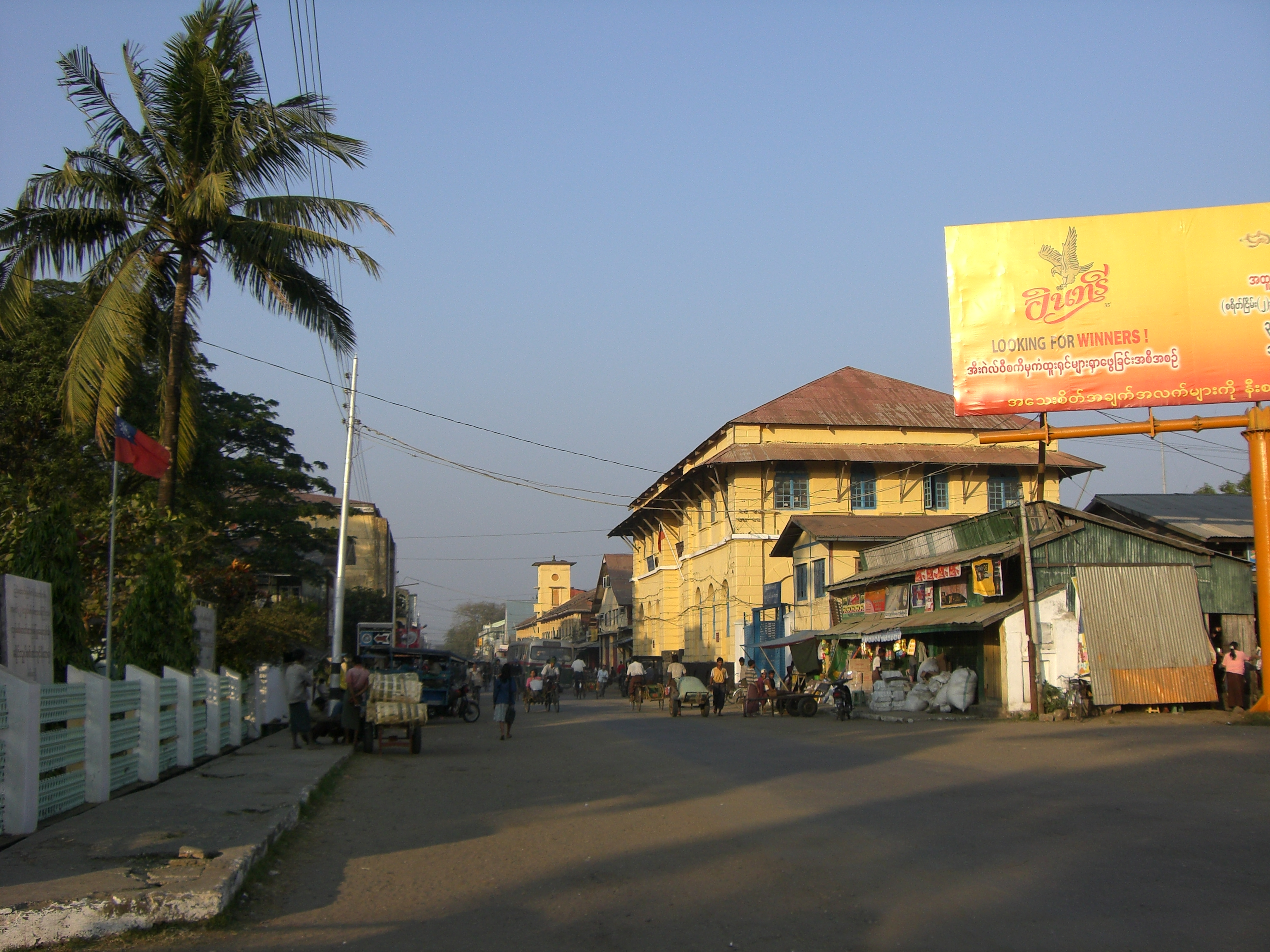
Główna ulica miasta
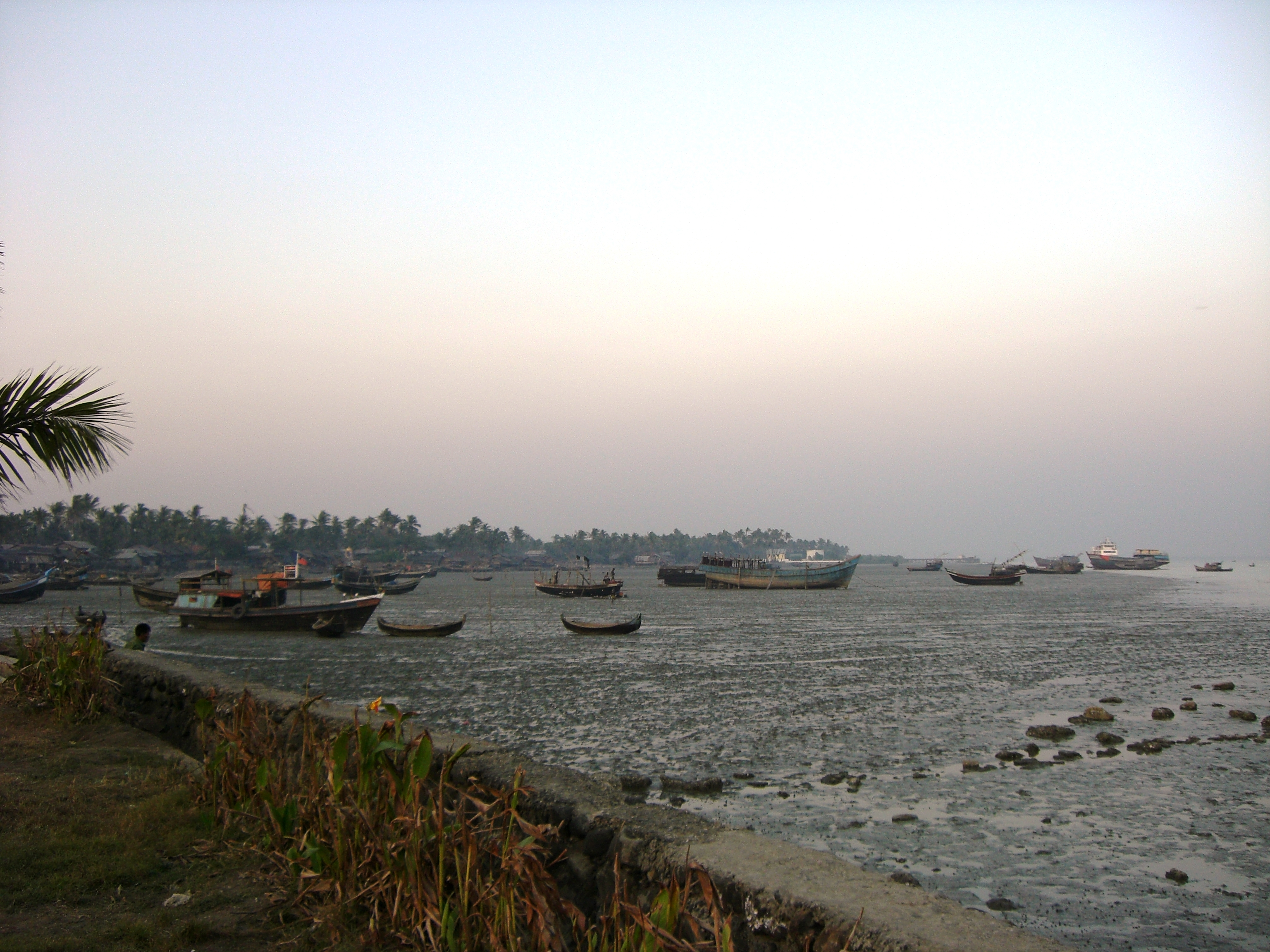
Watt
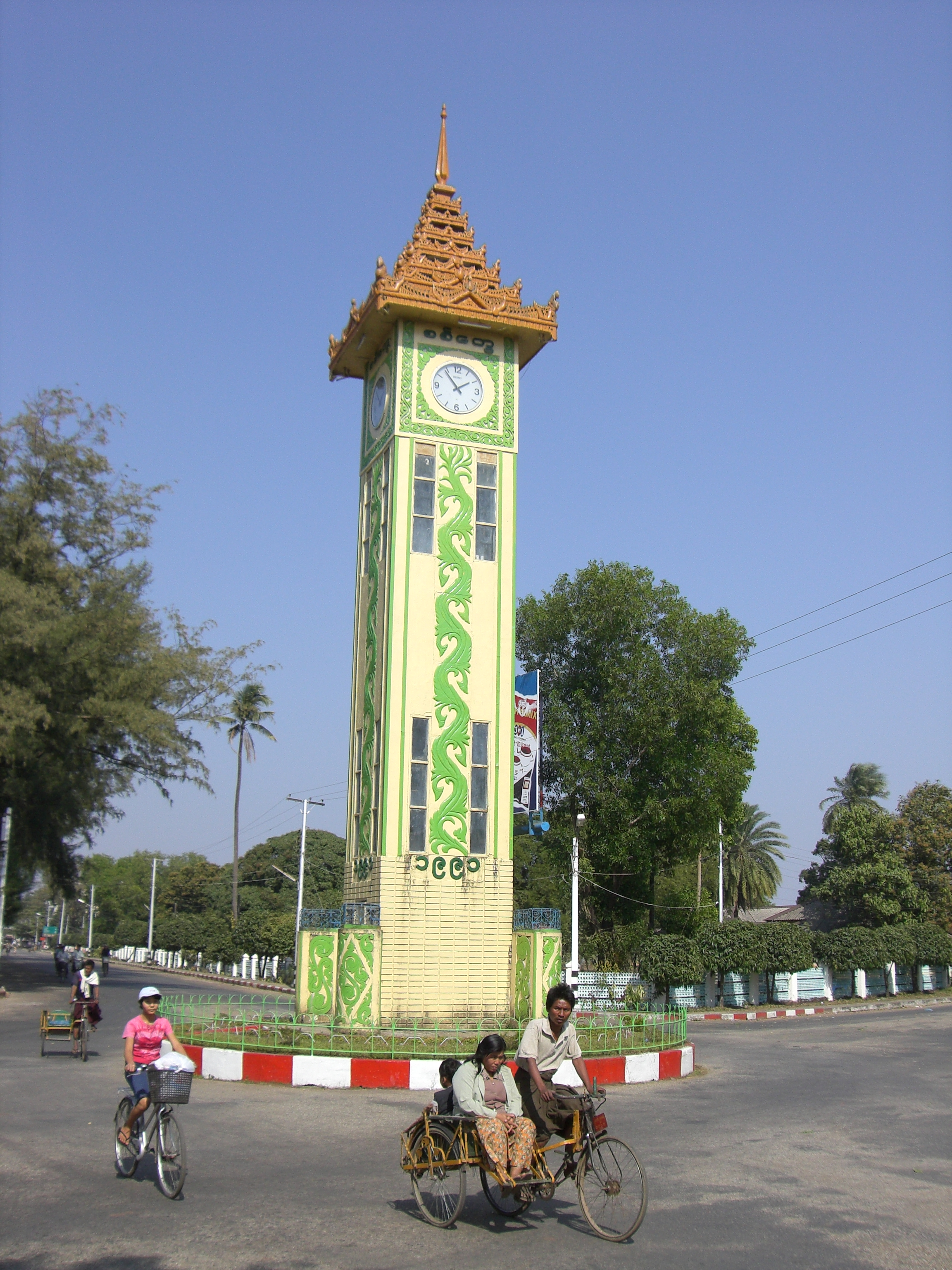
Nowa wieża zegarowa